# Ferrari 500 F2
Ferrari 500 F2 är en formelbil, tillverkad av den italienska biltillverkaren Ferrari mellan 1951 och 1953. Den större Ferrari 625 F1 byggdes för formel 1 under 1953 till 1955.

## Bakgrund
Aurelio Lampredi hade ersatt Gioacchino Colombo som Ferraris chefskonstruktör i slutet av fyrtiotalet. Hans första uppgift blev att ta fram en fyrcylindrig motor för formel 2-bilar, men Lampredis motor kom till användning även i världsmästerskapet. Inför säsongen 1952 hade flera av deltagarna dragit sig ur F1 på grund av den bistra efterkrigsekonomin, främst då de första säsongernas dominant, Alfa Romeo. I praktiken återstod endast Ferrari och BRM. När sedan BRM drog ut på sina tester inför säsongen beslutade CSI att köra VM med formel 2-bilar för att öka intresset hos andra märken.

## Utveckling

### 500 F2
500 F2 användes med tvålitersmotor i formel 2 under 1951. Lampredis motor var konstruerad för att kunna förstoras och bilen kördes även i formel 1 med 2,5-litersmotor under 1951.
Under VM-säsongerna 1952 och 1953 var bilen helt överlägsen konkurrenterna och vann 14 av de 15 lopp den ställde upp i. Alberto Ascari vann nio segrar i rad under perioden.

### 625 F1
Till säsongen 1954 infördes ett nytt formel 1-reglemente med 2,5-liters sugmotorer. 625 F1 var tänkt som en interimsmodell, medan Ferrari ordnade inkörningsproblemen med den nya Squalo-modellen, men problemen med tillförlitlighet och väghållning var svårlösta och 625:an tävlade även under 1955.
625 F1 var en förstorad version av 500-modellen. Under sin aktiva tid uppdaterades den bland annat med starkare motor från Squalo-modellen.

## Tekniska data
| Tekniska data           | 500 F2                                                    | 625 F1                                                    |
| ----------------------- | --------------------------------------------------------- | --------------------------------------------------------- |
| Motor:                  | Frontmonterad 4-cylindrig radmotor                        | Frontmonterad 4-cylindrig radmotor                        |
| Cylindervolym:          | 1985 cm³                                                  | 2498 cm³                                                  |
| Borrning x slaglängd:   | 90,0 x 78,0 mm                                            | 94,0 x 90,0 mm                                            |
| Kompression:            | 13,0:1                                                    | 13,0:1                                                    |
| Max effekt vid varvtal: | 185 hk vid 7 500 v/min                                    | 210 hk vid 7 000 v/min                                    |
| Ventilstyrning:         | Dubbla överliggande kamaxlar, 2 ventiler per cylinder     | Dubbla överliggande kamaxlar, 2 ventiler per cylinder     |
| Förgasare:              | 2 Weber 50 DCO                                            | 2 Weber 50 DCO                                            |
| Växellåda:              | 4-växlad manuell, transaxel                               | 4-växlad manuell, transaxel                               |
| Hjulupphängning fram:   | Dubbla tvärlänkar, tvärliggande bladfjäder                | Dubbla tvärlänkar, tvärliggande bladfjäder                |
| Hjulupphängning bak:    | De Dion-axel, dubbla längslänkar, tvärliggande bladfjäder | De Dion-axel, dubbla längslänkar, tvärliggande bladfjäder |
| Bromsar:                | Hydrauliska trumbromsar                                   | Hydrauliska trumbromsar                                   |
| Chassi & kaross:        | Ovalrörsram med aluminiumkaross                           | Ovalrörsram med aluminiumkaross                           |
| Hjulbas:                | 216 cm                                                    | 216 cm                                                    |
| Torrvikt:               | 560 kg                                                    | 600 kg                                                    |
| Toppfart:               | 260 km/h                                                  | 270 km/h                                                  |

## Tävlingsresultat

### Formel 2
500-modellen debuterade i formel 2-loppet i Modena 1951. Alberto Ascari vann tävlingen i sin 500, före José Froilán González i en tolvcylindrig 166 F2.
1952 dominerade 500-modellen F2-säsongen, med tio vinster, varav fyra dubbelsegrar och två trippelsegrar.
Även 1953 blev en bra säsong för Ferrari, med fem formel 2-segrar, varav två dubbelsegrar.

### Världsmästerskapet

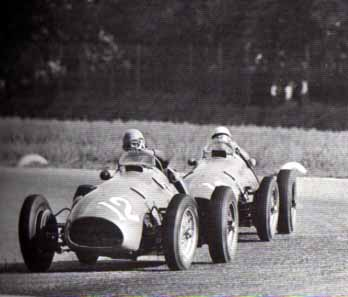
Alberto Ascari och Luigi Villoresi vid Italiens Grand Prix 1952.

#### 500
500-modellen kördes första gången i ett formel 1-lopp vid Baris Grand Prix 1951, som kördes utanför VM-serien. Bilen var en prototyp med 2,5-litersmotor och Piero Taruffi slutade på en tredje plats.
Säsongen 1952 dominerades av Ferrari. Taruffi vann årets första lopp, Schweiz Grand Prix. Därefter vann Alberto Ascari resterande sex lopp i Europa.
Ferraris förare tog hem de tre första platserna i förarmästerskapet, med Ascari som mästare, före Giuseppe Farina och Piero Taruffi.
Ferrari dominerade även säsongen 1953 och vann sju av åtta lopp i Europa. Mike Hawthorn segrade i Frankrikes Grand Prix och Farina tog hem Tysklands Grand Prix. Övriga Ferrari-segrar stod Ascari för.
Ascari blev världsmästare för andra året i rad 1953, med kollegorna Farina på tredje, Hawthorn på fjärde och Luigi Villoresi på femte plats i förarmästerskapet.
Utanför VM-serien körde Ferrari 500-modellen med 2,5-litersmotor i Formel Libre. Stallet tog en trippelseger i Buenos Aires Grand Prix, med Farina som segrare före Villoresi och Hawthorn. I Rouens Grand Prix vann Farina före Hawthorn.

#### 625
Säsongen 1954 ställdes Ferrari-stallet inför betydligt tuffare konkurrens. Dessutom hade den dubble världsmästaren Ascari valt att gå över till det nystartade Scuderia Lancia. Den något bedagade 625:an tog bara en seger under året, när González vann Storbritanniens Grand Prix.
González slutade ändå tvåa i förarmästerskapet, med kollegorna Hawthorn på tredje och Maurice Trintignant på fjärde plats.
Säsongen 1955 lyckades Ferrari bara vinna ett lopp, Monacos Grand Prix, genom Trintignant.
Bäste Ferrari-förare i förarmästerskapet blev Eugenio Castellotti på en tredjeplats, hjälpt av poäng han tagit i början av säsongen i Lancia-stallet.